# Constantin Bulle
Constantin Carl Heinrich Bulle (* 30. März 1844 in Minden; † 31. Juli 1905 in Bremen) war ein deutscher Gymnasiallehrer, Historiker und Mitglied des Deutschen Reichstags.

## Biografie

### Jugend und Beruf
Bulle war der Sohn des Rektors der Bürgerschule in Minden. Der Vater wurde zum Vorsteher der Domschule in Bremen berufen. Bulle besuchte das Alte Gymnasium in Bremen. Von 1853 bis 1862 und studierte er Philologie und Geschichte an der Universität Jena und der Universität Bonn. 1867 unterrichtete er an der Vorschule des Gymnasiums und 1869 wurde er als Lehrer am Gymnasium in Bremen. Im September 1879 erfolgte seine Berufung zum Professor und Direktor des Gymnasiums. 1870 war er Mitgründer der Literarischen Gesellschaft im Künstlerverein in Bremen. Er war zeitweise auch Präsident der Gesellschaft.

### Politik
Bulle war national-liberal und 1884 Vorsitzender der Deutschen-Freisinnigen Partei. Seit 1872 war er Mitglied der Bremischen Bürgerschaft. Er war im Ausschuss des Reichsvereins in Bremen.
Von 1887 bis 1890 war er in der 7. Wahlperiode Mitglied des Deutschen Reichstags im Reichstagswahlkreis Freie Hansestadt Bremen für die Deutsche Fortschrittspartei. Gichtleidend schränkte er dann seine Arbeit zunehmend ein.

## Schriften
Bulle schrieb mehrere Artikel für die Weser-Zeitung. Seit 1875 erschien seine mehrbändige Allgemeine Geschichte der neuesten Zeit (2. Aufl. 1815–85) und eine Geschichte der Jahre 1871–77. Seine Geschichte des zweiten Kaiserreiches und des Königreiches Italien erschien in der renommierten historischen Buchreihe Allgemeine Geschichte in Einzeldarstellungen.
- Pindars dritter (und vierter) istmischer Siegsgesang. In: Programm der Hauptschule zu Bremen 1869. Digitalisat.